# Lawrencia buchananensis
Lawrencia buchananensis är en malvaväxtart som beskrevs av N.S. Lander. Lawrencia buchananensis ingår i släktet Lawrencia och familjen malvaväxter. Inga underarter finns listade i Catalogue of Life.